# Marie-France Brive
Marie-France Brive (née le 29 janvier 1945 à Avignon et décédée le 17 août 1993 à Toulouse) est une historienne féministe française.
Elle oriente ses recherches vers l’histoire du féminisme et travaille sur « les femmes et la Résistance en France de 1939 à 1945 ».

## Enfance et formation
Marie-France Brive naît à Avignon le 29 janvier 1945 dans une famille laïque, républicaine et cultivée, dont les parents et grands-parents sont instituteurs. Affectée par une scoliose, elle porte pendant des années des corsets. Elle perd son père à l'âge de 13 ans et aide sa mère fragilisée par ce décès. Son baccalauréat obtenu en 1962, elle part à Toulouse faire des études d'Histoire. C'est là qu'elle rencontre Irène Corradin, qui sera sa compagne sa vie durant. Tout en suivant des cours d'histoire, de philosophie (de Gérard Granel), de lettres et de cinéma (de Michel Décaudin), Marie-France Brive adhère à l'UNEF et y milite activement. En 1968, elle est élue au CA de son université ; Jacques Godechot, historien de la Révolution française, la surnomme « la passionaria de 68 ». Agrégée en 1969, elle enseigne au lycée de Condom dans le Gers, puis au collège de Balma puis à Toulouse, notamment à l’École normale d'institutrices, tout en réalisant une thèse de 3e cycle sur La verrerie ouvrière d'Albi qu'elle soutient en 1980.

## Vie professionnelle
À partir de 1976, elle enseigne l'histoire des femmes grâce à un poste créé par Rolande Trempé, membre du GRIEF (Groupe de recherche et d'information en études sur les femmes) sous l'intitulé histoire de la condition féminine. En 1985, elle est nommée maîtresse de conférences à la faculté d'Histoire de l'Université Toulouse -le Mirail, sur un des premiers postes fléchés d'études féministes créés en France par Yvette Roudy, Ministre aux Droits des Femmes et Alain Savary, Ministre chargé de l'Enseignement supérieur et de la recherche. La création de ces postes consacre la reconnaissance universitaire des recherches sur les femmes et le féminisme, à la suite du colloque international Femmes, féminisme et recherche, organisé par le GRIEF à Toulouse en 1982, avec les soutiens du CNRS. À la mort de Marie-France Brive, l'Université rebaptise le fléchage du poste en Histoire des femmes.[réf. souhaitée]
En 1986, Marie-France Brive impulse la fondation d'une équipe de recherche interdisciplinaire, l'équipe Simone, dont le prénom est choisi pour faire écho à des femmes célèbres (Simone de Beauvoir, Simone Veil, Simone Weil). Lors du bicentenaire de la révolution française, elle organise un colloque international Les femmes et la révolution française dont les actes, publiés en 4 volumes, font référence. Elle est également à l'origine de la création du premier diplôme en études de genre, un DESS rapports sociaux de sexe et politiques sociales, qui deviendra par la suite le Master GEPS (Genre et politiques sociales).
Elle est l'autrice avec Roger Loubet de l'ouvrage La verrerie ouvrière d'Albi, paru en 1993 chez Scandeditions.

## Vie militante
Dans le même temps, elle fait de son cours sur l'histoire des femmes un lieu ouvert, emblématique du Mouvement de libération des femmes à Toulouse. Elle participe à la Maison des femmes et à son journal, La Lune Rousse, anime son ciné-club, puis participe à la Gavine, lieu alternatif de femmes.

## Postérité
Atteinte d'un cancer, Marie-France Brive décède à Toulouse le 17 août 1993, laissant inachevé son projet de thèse d'état sur les résistantes. Un colloque hommage lui est consacré à l'Université de Toulouse le Mirail, intitulé Les Femmes, sujets d'histoire dont la publication en décembre 1999 est préfacée par Michelle Perrot,. En 2011, la Mairie de Toulouse donne son nom à la cour de l'Espace Duranti. La rue Marie-France Brive se trouve dans le quartier du Mirail.